# Rudy Toombs
Rudolph "Rudy" Toombs (1914 - 28 de noviembre de 1962), fue un compositor estadounidense que escribió "Teardrops from My Eyes", el primer número uno de Ruth Brown en las listas de R&B. Escribió también más éxitos para Brown, incluyendo "5-10-15 Hours" así como "One Mint Julep" para the Clovers.

## Historia
Toombs nació en Monroe, Louisiana, Estados Unidos. Aunque comenzó su carrera como cantante y bailarín de tipo vodevil, se convirtió en prolífico letrista y compositor de canciones doo wop y rhythm and blues durante las décadas de 1950 y 1960. Su trabajo más reconocido fue hecho para Atlantic Records, escribiendo y arreglando canciones para Ahmet Ertegün. Murió durante 1962, asesinado por ladrones en la entrada de su apartamento en Harlem.
Ruth Brown acreditó a Toombs como la razón de su éxito. Ella lo discribió como un hombre alegre y exuberante, tan lleno de vida que le pasó este entusiasmo a ella. Le enseñó como tomar una balada blues y convertirla en una canción de jump blues.

## Canciones
Algunas de las más conocidas canciones de Toombs están aquí listadas::
- "Teardrops from My Eyes", éxito escrito para Ruth Brown
- "One Mint Julep", cantada por the Clovers, llegó al número uno de las listas de R&B en 1951 y una versión instrumental por Ray Charles (R&B #1, Hot 100 #8 en 1961)
- "5-10-15 Hours" (cantada por Ruth Brown, terminó siendo #1 de las listas R&B en 1951)
- "One Scotch, One Bourbon, One Beer", escrito para Amos Milburn y con versión de John Lee Hooker y George Thorogood and the Destroyers, así como en la serie de televisión Glee entre otras.
- "Thinking and Drinking"
- "Gum Drop", un éxito para the Crew-Cuts en 1955
- "I'm Shakin'", para Little Willie John, versionado por the Blasters en 1981, Long John Baldry en 1996, Jack White en 2012, y Willy Moon en 2013
- "That's Your Mistake", interpretada por Otis Williams en 1955, versionada por the Crew Cuts
- "Lonesome Whistle Blues", versionada por Freddie King en 1961 y por Chicken Shack en 1968)
- "I Cried and Cried"
- "I Get a Thrill"
- "It Hurts to Be in Love", coescrita con Julius Dixson) para Annie Laurie (1957).[4]

## Artistas
Sus canciones (aparte de esas grabaciones listadas más arriba) han sido cantadas por los siguientes artistas:
- Amos Milburn
- Hank Ballard
- Freddy King
- Ella Mae Morse
- Otis Williams and the Charms
- The Orioles
- James Brown
- Big Joe Turner
- Louis Jordan
- Pat Boone
- Wynonie Harris
- Hank Snow
- Johnny "Guitar" Watson
- Betty Everett
- Frankie Laine
- The Five Keys
- Albert King
- Bill Haley & His Comets
- The Blasters
- Jack White
- Rocket Sixty-nine